# Mary Scotvold
Mary Batdorf Scotvold (* 1946) ist eine US-amerikanische Eiskunstlauftrainerin.
Sie gewann 1959 den nationalen Titel bei den Neulingen. Später tourte sie mit der Eisrevue Ice Follies und heiratete den Paarlaufmeister Ronald Ludington. Mit ihm hat sie einen Sohn. Nach ihrer Scheidung von Ludington begann sie Mitte der 1970er Jahre in Rockton, Illinois als Trainerin zu arbeiten. Zu ihren Schülern gehörte der junge Scott Hamilton. Sie arbeitete mit Evy Scotvold zusammen, den sie später heiratete. Beide trainierten in Janesville, Wisconsin, bevor sie 1986 in die Umgebung von Boston gingen. Bekannt wurde Scotvold vor allem durch ihre Zusammenarbeit mit Paul Wylie und Nancy Kerrigan, die sie gemeinsam mit ihrem Ehemann zu olympischen Medaillen führte. Mary Scotvold war besonders für die Choreografie zuständig, während sich ihr Mann eher um den technischen Bereich kümmerte. 
Mary Scotvolds Zwillingsschwester Anne Batdorf Militano ist auch Trainerin und eine ehemalige Eiskunstläuferin.